# Генадий Алексиадис
Генадий (на гръцки: Γεννάδιος, Генадиос) е гръцки православен духовник.

## Биография
Роден е в 1868 година в Мисополи край Бурса, днес Айдънпънар, със светското име Георгиос Алексиадис (Γεώργιος Αλεξιάδης). Учи в Бурса, след което завършва Халкинската семинария в 1893 година. Ръкоположен е за дякон на 6 февруари 1893 година от митрополит Филотей Корчански и отива в Гюмюрджина като директор на училищата и проповедник до 1897 г.
В 1897 година е поканен в Цариград от протосингела на Светия синод на Вселенската патриаршия Хрисостом Калафатис и става заместник-секретар (1897 - 1902) и секретар (1902 - 1905) на Синода при патриарх Йоаким III Константинополски, от когото през 1902 е ръкоположен за презвитер. На 9 октомври 1905 г. е ръкоположен за лемноски и агиоевстратийски митрополит. На Лемнос развива широка дейност и възстановява много църкви и училища.
В 1911 година става член на Синода в Цариград, а на 22 май 1912 година е избран да оглави солунската катедра, на която остава до 1951 година. Развива забележителна благотворителна, религиозна и административна работа. При него градът попада в гръцки ръце и Генадий освещава всички раннохристиянски и средновековни църкви в града, превърнати от османците в джамии. Участва във възстановяването на града след Големия пожар от 1917 година и в настаняването и създаването на нови енории за бежанците, настанени в Солун след 1922 година. Основава няколко сиропиталища, детски домове и ясли. Умира през 1951 г. в Солун и е погребан в двора на Митрополитската църква „Свети Григорий Палама“.